# مارک گیتیس
مارک گیتیس (به انگلیسی: Mark Gatiss) (متولد ۱۷ اکتبر ۱۹۶۶) بازیگر، فیلم‌نامه‌نویس و رمان‌نویس انگلیسی است. وی از نویسندگان و بازیگران دکتر هو و شرلوک (در نقش مایکرافت هولمز) است. او از تهیه‌کنندگان شرلوک نیز می‌باشد.
همچنین در سریال بازی تاج و تخت نقش تایکو نستوریس را ایفا کرده‌است.

## سرگذشت
گیتیس در شلفید، شهرستان دورهام انگلستان به دنیا آمد. او در مقابل بیمارستان روانپزشکی ادواردن که محل کار پدرش بود بزرگ شد و خانواده او از طبقه کارگر بودند. لذت‌های کودکی او با تماشای سریال‌های دکتر هو و چکش ترسناک و خواندن کتاب‌های شرلوک هلمز و اچ. جی. ولز و جمع‌آوری فسیل بود. او به دبستان هیتینگتون سی ای و مدرسه جامع وودام در نیوتن ایکلیف فرستاده شد. و بعد هنرهای تئاتر را در کالج برتون هال که دانشکده هنری وابسته به دانشگاه لیدز بود مورد مطالعه قرار داد. به گیتیس دکترای افتخاری از طرف دانشگاه هادرزفیلد در سال ۲۰۰۳ اهدا شد.

## زندگی شخصی
مادر او اهل لندی ندری ، ایرلند شمالی  است .
گیتیس همجنسگرا است.او در سال ۲۰۰۸ با ایان هالارد که بازیگر است ازدواج کرد.